# Gerald F. Bogan
Pour les articles homonymes, voir Bogan (homonymie).
Gerald Francis Bogan (27 juillet 1894 - 8 juin 1973) est un aviateur et vice-amiral de l'US Navy ayant servi pendant les deux guerres mondiales. 

## Biographie
Gerald Francis Bogan est né le 27 juillet 1894 à Mackinac Island, dans le Michigan, de M. James H. Bogan (1867-1936) et de Katharine Nash-Bogan (1868-1958). Il est diplômé de l'Académie navale d'Annapolis en 1916 et sert pendant la Première Guerre mondiale en sur un navire d'escorte de convoi entre la Manche et Gibraltar. Après la guerre, il servit sur des destroyers et en 1925, s'entraîna pour devenir aviateur de la marine. Il fut l'un des premiers aviateurs à atterrir sur un porte-avions. 
Bogan sert dans le Pacifique pendant la Seconde Guerre mondiale au cours duquel il est décoré de la Navy Cross, deux Navy Distinguished Service Medal et la Legion of Merit avec la "V" Device pour ses actions menées pendant la guerre. 

### Après-guerre
Bogan est l'auteur d'un mémorandum confidentiel qui a été divulgué par le capitaine John G. Crommelin lors de la révolte des amiraux en septembre 1949. Sa note de service décrivait la situation dans la marine de la manière suivante : « Jamais le moral de la marine n'a été aussi bas depuis mon adhésion à la marine en 1916. La situation se détériore à chaque communiqué de presse. » L'amiral Arthur W. Radford et le chef des opérations navales, Louis E. Denfeld (en), ont approuvé le mémorandum.   
Bogan prend sa retraite en tant que vice-amiral en 1950, à l'âge de 55 ans.

### Fin de vie
En août 1963, Bogan était le capitaine d'un yacht de luxe d'une valeur de 250 000 $, le Freedom II, au moment de son naufrage dans l'océan Pacifique, à 600 milles de la Californie. Le yacht était en route d'Honolulu à San Diego. Bogan et six membres d'équipage ont été secourus par le sous-marin USS Razorback. Selon l'équipage, le yacht a perdu une planche de bois dans la coque, inondant les compartiments, sans que l'on sache exactement la cause de cette perte. 
Bogan décède à l'hôpital Scripps de San Diego le 8 juin 1973. Il laisse dans le deuil son épouse Katherine, son beau-fils Harold, ses deux sœurs Eleanore et Dorothy et son frère James. 
Bogan a été intronisé au Naval Aviation Hall of Honor (en) en 1992,.

## Commandement
- USS Saratoga (CV-3) du 27 septembre 1942 au 7 avril 1943[8]
- TG 38.2 — CV — USS Intrepid (CV-11) ; CVL — USS Cabot (CVL-28) ; USS Independence (CVL-22) ; 2 cuirassés, 3 croiseurs, 18 destroyers[9].
- Commandant de la Force aérienne et de l'Atlantic Fleet de février 1946 à décembre 1948[10]
- Commandant de la Première flotte du 8 janvier 1949 au 1er février 1950[11]